# Ouad L'bour
Ouad L'bour  (in arabo واد البور‎?) è un centro abitato e comune rurale del Marocco situato nella provincia di Chichaoua, regione di Marrakech-Safi. Conta una popolazione di 5 944 abitanti (censimento 2014).